# Episodi di Bones (sesta stagione)
La sesta stagione della serie televisiva Bones è stata trasmessa in prima visione negli Stati Uniti d'America sul network Fox dal 23 settembre 2010 al 19 maggio 2011.
In Italia, i primi 7 episodi della stagione sono stati trasmessi in prima visione da Rete 4 dal 5 marzo al 16 aprile 2011. A partire dal 31 ottobre 2011 il canale satellitare Fox Life ha trasmesso in prima visione i restanti 16 episodi inediti; Rete 4 aveva poi ripreso le trasmissioni della sesta stagione il 2 febbraio 2012, sospendendola nuovamente dopo la messa in onda del nono episodio; l'emittente ha ripreso la trasmissione dei restanti episodi dal 17 aprile al 30 maggio 2013.
| nº | Titolo originale                      | Titolo italiano            | Prima TV USA      | Prima TV Italia  |
| -- | ------------------------------------- | -------------------------- | ----------------- | ---------------- |
| 1  | The Mastodon in the Room              | Ritorno a casa             | 23 settembre 2010 | 5 marzo 2011     |
| 2  | The Couple in the Cave                | La coppia nella caverna    | 30 settembre 2010 | 12 marzo 2011    |
| 3  | The Maggots in the Meathead           | La tribù dei Guido         | 7 ottobre 2010    | 19 marzo 2011    |
| 4  | The Body and the Bounty               | Il cacciatore di taglie    | 14 ottobre 2010   | 26 marzo 2011    |
| 5  | The Bones That Weren't                | Lo scheletro scomparso     | 4 novembre 2010   | 2 aprile 2011    |
| 6  | The Shallow in the Deep               | Un alieno in fondo al mare | 11 novembre 2010  | 9 aprile 2011    |
| 7  | The Babe in the Bar                   | Cioccolato e bugie         | 18 novembre 2010  | 16 aprile 2011   |
| 8  | The Twisted Bones in the Melted Truck | Le ossa non mentono mai    | 2 dicembre 2010   | 31 ottobre 2011  |
| 9  | The Doctor in the Photo               | Vite parallele             | 9 dicembre 2010   | 7 novembre 2011  |
| 10 | The Body in the Bag                   | Il racket dei falsi        | 20 gennaio 2011   | 14 novembre 2011 |
| 11 | The Bullet in the Brain               | Un proiettile nel cervello | 27 gennaio 2011   | 21 novembre 2011 |
| 12 | The Sin in the Sisterhood             | L'amore ha un cuore solo   | 3 febbraio 2011   | 28 novembre 2011 |
| 13 | The Daredevil in the Mold             | Per amore del rischio      | 10 febbraio 2011  | 28 novembre 2011 |
| 14 | The Bikini in the Soup                | Omicidio a San Valentino   | 17 febbraio 2011  | 5 dicembre 2011  |
| 15 | The Killer in the Crosshairs          | Il killer nel mirino       | 10 marzo 2011     | 5 dicembre 2011  |
| 16 | The Blackout in the Blizzard          | Blackout nella tempesta    | 17 marzo 2011     | 12 dicembre 2011 |
| 17 | The Feet on the Beach                 | I piedi sulla spiaggia     | 7 aprile 2011     | 12 dicembre 2011 |
| 18 | The Truth in the Myth                 | La verità nel mito         | 14 aprile 2011    | 19 dicembre 2011 |
| 19 | The Finder                            | La mappa del tesoro        | 21 aprile 2011    | 26 dicembre 2011 |
| 20 | The Pinocchio in the Planter          | Sincerità radicale         | 28 aprile 2011    | 26 dicembre 2011 |
| 21 | The Signs in the Silence              | Sola contro tutti          | 5 maggio 2011     | 26 dicembre 2011 |
| 22 | The Hole in the Heart                 | Dritto al cuore            | 12 maggio 2011    | 2 gennaio 2012   |
| 23 | The Change in the Game                | Cambio di gioco            | 19 maggio 2011    | 2 gennaio 2012   |

## Ritorno a casa
- Titolo originale: The Mastodon in the Room
- Diretto da: Ian Toynton
- Scritto da: Hart Hanson

### Trama
Dopo sette mesi di separazione, Caroline richiama Bones, Booth, Angela ed Hodgins per chiedere loro di aiutare Cam. La dottoressa, infatti, sta conducendo una ricerca sui danni cerebrali dei veterani di guerra. Nel tentativo di impedirle di continuare le sue ricerche e licenziarla per giusta causa, viene ritenuta responsabile di non riuscire a concludere l'indagine su un cadavere che tutti credono appartenere a un bambino scomparso poco tempo prima. L'intervento del team è fondamentale per capire che il corpo appartiene ad un bimbo dai caratteri asiatici, figlio di immigrati, morto accidentalmente in casa. 
All'inizio non sarà facile ricominciare a lavorare di nuovo tutti insieme, anche perché i tirocinanti della Brennan hanno preso tutti vie diverse (Clark Edison ha avuto un posto a Chicago, Colin Fisher è stato ricoverato in una clinica per depressione, Vincent Nigel Murray ha vinto un milione di dollari a un telequiz e sta viaggiando per il mondo, Arastoo Vaziri è passato ad antropologia culturale e Wendell Bray lavora in un'officina) e non sono più disponibili. Cam, che non lavora più al Jeffersonian, è molto arrabbiata con Temperance perché il gruppo del Jeffersonian è stato sciolto a causa dell'assenza di Bones, vista la sua decisione di partire per l'Indonesia e mettere i suoi desideri davanti alle necessità del team. Brennan va a cercare Wendell per convincerlo a tornare a lavorare con lei per questo caso e lui accetta. Daisy va a cercare Sweets per tornare insieme, ma quest'ultimo rifiuta. Bones e Booth, dopo aver ritrovato il bimbo scomparso, rapito dal proprio padre, decidono di tornare a lavorare insieme, tanto più che non ci saranno complicazioni amorose perché, se Bones prova ancora qualcosa per Booth, lui, in Afghanistan, ha trovato l'amore: la giornalista Hannah. Inoltre, Angela informa Bones, la sua migliore amica, di aspettare un bambino, ma le chiede di non dirlo a nessuno, e successivamente lo rivela anche a Hodgins: insieme decidono di rimanere negli Stati Uniti d'America per crescere il loro bambino. Alla fine il gruppo torna nei laboratori del Jeffersonian e si prepara a ricominciare tutto daccapo.
- Ascolti USA: telespettatori 9 790 000[6]
- Ascolti Italia: 1 206 000 – 4,50%[7]

## La coppia nella caverna
- Titolo originale: The Couple in the Cave
- Diretto da: Milan Cheylov
- Scritto da: Stephen Nathan

### Trama
Quando i resti di una coppia vengono ritrovati in una grotta nel Parco Nazionale, il team deve risalire all'identità di una donna e di un uomo per risolvere il crimine. Dopo aver interrogato due possibili sospetti, viene identificata la donna come una dirigente del settore marketing, mentre l'uomo era un raccoglitore stagionale di tabacco, il team è quindi in difficoltà nel trovare un legame tra le due vittime. L'esame delle ossa dei due corpi mostra che i due erano alcolisti, quindi Booth indaga nei gruppi dei ex alcolisti. Nel frattempo, la ragazza di Booth e corrispondente di guerra in Afghanistan, Hannah Burley, fa una visita a sorpresa. Dopo aver incontrato la Burley e avvertendo la genuina felicità della coppia, Brennan rivaluta la sua relazione con Booth, e lui tenta di insegnarle che l'amore non è sempre logico.
- Ascolti USA: telespettatori 9 750 000[8]
- Ascolti Italia: 1 283 000 – 4,79%[9]

## La tribù dei Guido
- Titolo originale: The Maggots in the Meathead
- Diretto da: Tim Southam
- Scritto da: Dean Lopata

### Trama
Quando Booth e Brennan vengono chiamati per investigare su dei resti decomposti trovati a Jersey Shore, il team identifica la vittima come Richie “The V” Genaro, un ventitreenne che aveva festeggiato la notte prima in un popolare nightclub. Booth e Brennan interrogano i coetanei di Genaro ed il buttafuori del locale e la conoscenza antropologica di Brennan della cultura del Jersey Shore, acquisita guardando quello che lei credeva essere un documentario sulle abitudini di quella particolare cultura popolare ma che in realtà era il set del reality show, si rivela sorprendentemente fondamentale per la risoluzione del caso. Nel frattempo le donne del laboratorio fanno la conoscenza della ragazza di Booth, Hannah, e Angela tenta di mantenere il segreto sulla sua gravidanza.
- Ascolti USA: telespettatori 9 240 000[10]
- Ascolti Italia: 1 157 000 – 4,43%[11]

## Il cacciatore di taglie
- Titolo originale: The Body in the Bounty
- Diretto da: Dwight H. Little
- Scritto da: Michael Peterson

### Trama
In un cassonetto vengono ritrovate le mani e il cranio di un uomo che viene identificato come un cacciatore di taglie che stava seguendo un fuggitivo. In seguito viene ritrovato il resto del corpo e si scopre che la vittima non era l'unico che voleva prendere il fuggitivo, anche un'altra cacciatrice di taglie lo stava seguendo. Nel frattempo al Jeffersonian arriva Jude, uno scienziato che conduce un programma per bambini molto seguito, e vorrebbe che la dottoressa Brennan partecipasse ad una puntata dello show. Bones non è entusiasta dell'idea. Cam propone allora un patto: se il professore sarà d'aiuto nella risoluzione del caso la dottoressa apparirà nel programma.
- Ascolti USA: telespettatori 9 584 000[12]
- Ascolti Italia: 1 099 000 – 4,50%[13]

## Lo scheletro scomparso
- Titolo originale: The Bones that Weren't
- Diretto da: Jeannot Szwarc
- Scritto da: Pat Charles

### Trama
In un cantiere viene trovato uno scheletro nel cemento, ma Brennan scopre che in realtà ce n'è solo una parte, mentre il resto delle ossa è scomparso a causa di un parassita, un fungo mangia ossa. Angela trova il modo di creare uno scheletro di plastica basato sul calco lasciato nel cemento. Si scopre che le ossa erano di un ballerino che aveva lasciato la scuola di danza dopo aver fatto cadere la sua partner durante un sollevamento e aveva iniziato ad esibirsi per strada. Nel frattempo Hannah decide di seguire una storia sui poliziotti corrotti in un quartiere malfamato e mentre indaga le sparano a una gamba. Guardando le sue lastre, Bones scopre che la frattura subita è più grave di quanto era stato detto e lo fa notare al chirurgo, salvando la vita di Hannah.
- Ascolti USA: telespettatori 9 263 000[14]
- Ascolti Italia: 1 094 000 – 4,18%[15]

## Un alieno in fondo al mare
- Titolo originale: The Shallow in the Deep
- Diretto da: Mark Helfrich
- Scritto da: Carla Kettner

### Trama
Il passato ed il presente collidono quando resti umani vecchi di 150 anni vengono in superficie da una nave negriera, la Amelia Rose. Il team viene incaricato di dargli una degna sepoltura, ma fa un'imprevista scoperta collegata ad un recente crimine. Le indagini porteranno Booth e Bones ad una nave sulla quale vengono organizzate crociere per "cougar", donne di una certa età che amano accompagnarsi a ragazzi molto più giovani di loro, dove apprendono che la loro vittima era imbarcata fino a pochi momenti prima della morte. Nel frattempo Sweets lotta per mantenere una relazione occasionale con Daisy e Cam scopre una sorprendente e commovente connessione con la Amelia Rose.
- Ascolti USA: telespettatori 9 202 000[16]
- Ascolti Italia: 972 000 – 3,96%[17]

## Cioccolato e bugie
- Titolo originale: The Babe in the Bar
- Diretto da: Tim Southam
- Scritto da: Karine Rosenthal

### Trama
Nella più grande barretta di cioccolato del mondo, creata dalla nota ditta Walpert, vengono rinvenuti dei resti umani. Le indagini di Bones e Booth portano ad identificare il cadavere di una dipendente della cioccolateria. Nel frattempo, Cam è preoccupata perché la figlia ha deciso di frequentare un college statale per stare insieme al fidanzato, ma, grazie ai consigli di Sweets, capisce di non potere costringere Michelle. Hodgins chiede ad Angela di organizzare un party per rivelare agli amici della sua gravidanza, senza immaginare che la moglie lo ha già detto a tutti.
- Ascolti USA: telespettatori 9 400 000[18]
- Ascolti Italia: 1 061 000 – 4,09%[19]

## Le ossa non mentono mai
- Titolo originale: The Twisted Bones in the Melted Truck
- Diretto da: Gordon C. Lonsdale
- Scritto da: Josh Berman

### Trama
In un furgone incendiato Bones e Booth trovano, con grande sorpresa della dottoressa, uno scheletro con le ossa fuse con il veicolo. Intanto Hannah è in ansia per il primo incontro con Parker. Grazie ad Angela il team del Jeffersonian riesce a ricostruire lo scheletro e a scoprire che la vittima è stata accoltellata e i sospetti puntano sul giovane studente amante della moglie della vittima.
- Ascolti USA: telespettatori 8 830 000[20]
- Ascolti Italia[21]: 1 409 000 – 4,47%[22]

## Vite parallele
- Titolo originale: The Doctor in the Photo
- Diretto da: Ian Toynton
- Scritto da: Carla Kettner

### Trama
Durante un temporale cade un albero e nelle radici sono intrecciati dei resti umani. I resti appartengono ad una donna che si rivela essere un chirurgo famoso. Brennan si rispecchia molto nella vittima: donna, sola, molto realista ed estremamente rispettata in un lavoro che era diventato la sua vita. Questo la porta ad identificarsi vittima, vedendo la propria immagine nelle foto della vittima, e sentendo la propria voce nelle registrazioni del chirurgo. Spesso Brennan non rientra a casa e passa tutta la notte al Jeffersonian per risolvere il caso. Il suo comportamento atipico attira l'attenzione del guardiano notturno: si instaura così tra i due una sincera amicizia. Bones si confronta con i suoi sentimenti e si accorge di aver sprecato l'occasione di essere felice con Booth. Decide di confessare i suoi sentimenti all'agente dell'FBI, ma lui in modo risoluto le spiega che Hannah non è un ripiego e ammette di essere molto felice con lei.
- Guest Star: Enrico Colantoni
- Ascolti USA: telespettatori 8 360 000[23]
- Ascolti Italia[21]: 1 166 000 – 4,05%[22]

## Il racket dei falsi
- Titolo originale: The Body in the Bag
- Diretto da: Kate Woods
- Scritto da: Janet Lin

### Trama
Booth non si sente tranquillo dopo la confessione di Brennan, così decide di dirlo ad Hannah, la quale inizierà ad evitare Brennan. Intanto dei resti umani vengono trovati in una doccia sotto l'acqua scrosciante, all'inizio si pensa che appartengano ad una ricca giovane donna, ma poi si scopre che appartengono ad una donna asiatica, Jenny, che soffriva di mal di schiena, che voleva essere una ragazza americana. Booth e Bones si imbattono in un caso di contraffazione su cui l'FBI sta lavorando, scoprendo così che era la stessa Jenny colei che aveva fatto la soffiata. Viene ritrovata intanto la ragazza americana nella cui casa era stato ritrovato il cadavere, grazie ad un orsetto di peluche, che il fidanzato di quest'ultima aveva posizionato nella camera da letto per spiare la ragazza, si scopre che Jenny aveva una relazione, Angela riesce a ricostruire l'identità dell'assassino scoprendo che era proprio l'agente dell'FBI che stava lavorando al caso di contraffazione, spinto dalle minacce di Jenny di rivelare la loro relazione. Intanto Bones chiede ad Hannah il motivo del suo allontanamento, questa le rivela la confessione di Booth riguardo ai suoi sentimenti, le due così si chiariscono. Hodgins decide di acquistare la casa dov'era stato trovato il cadavere per fare una sorpresa ad Angela.
- Ascolti USA: telespettatori 10 550 000[24]
- Ascolti Italia[21]: 852 000 – 5,69%[25]

## Un proiettile nel cervello
- Titolo originale: The Bullet in the Brain
- Diretto da: David Boreanaz
- Scritto da: Karyn Usher

### Trama
L'ex procuratrice federale Heather Taffet, nota anche come "il becchino", deve essere trasportata al proprio ultimo appello prima dell'esecuzione. Appena fatta scendere dal furgone blindato davanti al tribunale, la sua testa improvvisamente esplode. Presto si scopre che ciò è stato causato da un proiettile sparato da molto lontano da un cecchino molto abile. Sulla lista dei sospetti Max Keenan, il padre della dottoressa Brennan, e William Lytton, ex cecchino. Ma alla fine il vero colpevole risulta essere Jacob Broadsky, ex mentore ed amico di Booth. Nel frattempo Sweets tenta di farsi coraggio dopo essere stato sulla linea di fuoco durante la sparatoria, appena pochi momenti dopo il raccapricciante incontro con il Becchino.
- Guest Star: Arnold Vosloo
- Ascolti USA: telespettatori 12 050 000[26]
- Ascolti Italia[21]: 585 000 – 6,81%[25]

## L'amore ha un cuore solo
- Titolo originale: The Sin in the Sisterhood
- Diretto da: Rob Hardy
- Scritto da: Karyn Usher

### Trama
Dei resti umani vengono ritrovati in un campo di grano. Si scopre che la vittima era un contadino con undici figli, avuti da tre mogli diverse, sorelle tra loro.
- Ascolti USA: telespettatori 10 200 000[27]
- Ascolti Italia[21]: 996 000 – 6,29%[28]

## Per amore del rischio
- Titolo originale: The Daredevil in the Mold
- Diretto da: Dwight Little
- Scritto da: Dean Lopata

### Trama
Booth e Sweets si stanno ubriacando insieme, lo psicologo confida all'agente di aver paura di rimanere solo e decide di fare la proposta di matrimonio a Daisy. Booth colpito dalle sue parole, o solo ubriaco, decide anche lui di fare la proposta ad Hannah. Il giorno dopo, dei resti vengono ritrovati su un tetto ricoperti di funghi, dopo aver rimosso i funghi si scopre che la vittima aveva più di 120 fratture rimarginate. Si scopre in seguito che la vittima praticava BMX. Booth fa la proposta ad Hannah, ma lei rifiuta e i due si lasciano.
- Ascolti USA: telespettatori 9 940 000[29]
- Ascolti Italia[21]: 624 000 – 6,93%[28]

## Omicidio a San Valentino
- Titolo originale: The Bikini in the Soup
- Diretto da: Ian Toynton
- Scritto da: Lyla Oliver

### Trama
Il giorno di San Valentino vengono ritrovati dei resti di una donna in un lettino abbronzante. Si scopre poi che era una wedding planner, i sospetti cadono sul padre della sposa di cui organizzava le nozze. Cam dà a tutti gli scienziati del Jeffersonian un ultimatum di 8 ore e 22 minuti per risolvere il caso, perché lei ha un appuntamento di San Valentino con il suo partner, il ginecologo, a cui non vuole assolutamente rinunciare. Al Jeffersonian inoltre, Hodgins si trova in difficoltà nel trovare un regalo per Angela, ma alla fine con l'aiuto di Cam e il tirocinante Clark, che ha finalmente imparato ad aprirsi ai colleghi, riesce a trovare il regalo perfetto. I sospetti si spostano sull'assistente e amante della vittima, ma alla fine il colpevole si rivela essere l'ex-marito geloso della vittima, che viene arrestato appena in tempo per poter festeggiare la giornata degli innamorati, a parte Bones e Booth che, non avendo nessun appuntamento, passano la serata insieme al poligono.
- Ascolti USA: telespettatori 9 840 000[30]
- Ascolti Italia[21]: 1 214 000 – 7,99%[31]

## Il killer nel mirino
- Titolo originale: The Killer in the Crosshairs
- Diretto da: Milan Cheylov
- Scritto da: Michael Peterson

### Trama
Broadsky, l'assassino del becchino, colpisce ancora. I resti rinvenuti appartengono alla sua ultima vittima, un uomo che si rivela essere un falsario. Intanto il padre di Angela torna in città per scegliere il nome del bambino che nascerà. Memore di ciò che gli ha fatto in precedenza, Hodgins avrà qualche difficoltà a opporsi al suocero, ma alla fine riuscirà a opporsi ai nomi ridicoli che il musicista propone, anche se dovrà comunque pagarne le conseguenze.
- Ascolti USA: telespettatori 10 490 000[32]
- Ascolti Italia[21]: 904 000 – 9,96%[31]

## Blackout nella tempesta
- Titolo originale: The Blackout in the Blizzard
- Diretto da: David Boreanaz
- Scritto da: Karine Rosenthal

### Trama
La città è stata colpita da una tempesta di ghiaccio, Booth e Brennan rimangono rinchiusi in ascensore a causa di un blackout, intanto dei resti ritrovati mostrano i sintomi di una malattia altamente contagiosa, quindi il caso è di massima priorità. Al Jeffersonian a causa del blackout sono costretti a fare ogni esperimento senza ausilio elettrico. Hodgins ed Angela aspettano i risultati di un esame per scoprire se il loro bambino potrebbe nascere cieco.
- Ascolti USA: telespettatori 11 610 000[33]
- Ascolti Italia[21]: 773 000 – 4,73%[34]

## I piedi sulla spiaggia
- Titolo originale: The Feet on the Beach
- Diretto da: Emile Levisetti
- Scritto da: Pat Charles

### Trama
Vengono ritrovati al confine con il Canada dei piedi, la dottoressa Brennan dovrà collaborare con il Dottor Douglas Filmore, un podologo forense che non ha molta simpatia per lei.
- Ascolti USA: telespettatori 10 580 000[35]
- Ascolti Italia[21]: 541 000 – 6%[34]

## La verità nel mito
- Titolo originale: The Truth in the Myth
- Diretto da: Chad Lowe
- Scritto da: Jonathan Goldstein e John Francis Daley

### Trama
Due persone in cerca di farfalle ne trovano uno sciame ricoprire un cadavere, i resti non ancora identificati mostrano segni di zanne; assenza di sangue e aculei infilzati nei vestiti, Hodgins e Vincent arrivano alla conclusione che sia stato attaccato da un Chupacabra, un essere di cui non è ancora provata l'esistenza. La vittima si dimostra essere un famoso demolitore di miti. Alla fine si rivela essere stato un banale incidente di caccia, dove però il proprietario dell'hotel del posto, pur non essendo stato l'assassino, ha tentato di farlo sembrare un attacco del Chupacabra per attirare la clientela. Al Jeffersonian la squadra è messa in difficoltà dalle imbarazzanti confessioni che il tirocinante Vincent Nigel-Murray compie in quanto facente parte degli Alcolisti Anonimi.
- Ascolti USA: telespettatori 11 450 000[36]
- Ascolti Italia[21]: 840 000 – 5,01%[37]

## La mappa del tesoro
- Titolo originale: The Finder
- Diretto da: Daniel Sackheim
- Scritto da: Hart Hanson

### Trama
Vengono ritrovati dei resti che appartengono al guardiano di un museo che si scopre ha rubato una mappa che porta ad uno straordinario tesoro. Booth e Brennan si recano da Wally, una vecchia conoscenza di Booth, chiamato Il Risolutore: un uomo che può trovare qualsiasi cosa.
- Altri interpreti: Geoff Stults (Walter Sherman), Michael Clarke Duncan (Leo Knox), Saffron Burrows (Ike), Danny Trejo, Suzie Plakson
- Note: questo episodio è il backdoor pilot della serie televisiva Il Risolutore.
- Ascolti USA: telespettatori 10 960 000[38]

- Ascolti Italia[21]: 659 000 – 8,26%[37]

## Sincerità radicale
- Titolo originale: The Pinocchio in the Planter
- Diretto da: François Velle
- Scritto da: Keith Foglesong

### Trama
Vengono ritrovati dei resti che appartenevano ad un uomo radicalmente sincero, ma Booth e Brennan scoprono che non è facile essere radicalmente sinceri. Nel frattempo Angela affronta il problema di un marito iperprotettivo che le allaccia tutte le mattine le scarpe e vuole perfino portarle il portafogli, per questo cerca consiglio da Sweets. Hodgins cerca di avere una discussione sincera con la moglie e salta fuori la paura per il figlio che potrebbe nascere con la sindrome di Leber e dice al marito che dovrebbero confrontarsi con questa possibilità e che non dovrebbero fingere di non avere paura.  
- Ascolti USA: telespettatori 9 700 000[39]
- Ascolti Italia[21]: 792 000 – 4,59%[40]

## Sola contro tutti
- Titolo originale: The Signs in the Silence
- Diretto da: Dwight Little
- Scritto da: Janet Lin e Stephen Nathan

### Trama
Viene ritrovata una ragazza coperta di sangue e con un coltello, quando si scopre che il sangue non è suo si crede che sia l'assassina. La ragazza, che si chiama Amy ed è tredicenne e sordomuta, rifiuta di farsi esaminare dai tecnici del Jeffersonian e questo spinge lo staff a sospettare ancora di più della sua colpevolezza fino a che Brennan vede, in una delle lastre che è riuscita a farle, che la ragazza ha diverse lesioni rimarginate indicative di abusi. Booth trova i genitori della ragazza ma Bones scopre che quelli non sono i suoi genitori biologici e che la ragazza è stata rapita quando aveva tre anni, periodo in cui gli abusi sono iniziati. Grazie a ulteriori indagini si scopre che la ragazza era scappata di casa ma il "padre" aveva contattato un amico che la aveva rapita quindi lei, nel tentativo di scappare, lo aveva ucciso per autodifesa. Il padre era arrivato ma, dopo aver trovato l'amico morto e senza Amy era scappato, sperando di riuscire a far dare la colpa solo a lei. I due falsi genitori, che rifiutano di rivelare dove l'hanno rapita, vengono arrestati. Grazie all'estrazione di un dente la squadra riesce comunque a capire da dove proviene Amy, il cui vero nome è Samantha, e a trovare la sua vera famiglia.
- Nota. L'episodio si ispira al libro di Kathy Reich "Morte di lunedì". In questo libro Temperance Brennan si trova ad analizzare delle ossa di ragazze morte da alcuni anni che hanno subìto violenza sessuale. Non riuscendo a dare dei nomi agli scheletri, si affida a un laboratorio esterno per l'analisi degli isotopi contenuti nei molari di ogni scheletro. Così riesce a trovare il luogo di crescita delle ragazze e a consegnarle ai parenti più prossimi per la degna sepoltura.

- Ascolti USA: telespettatori 10 940 000[41]
- Ascolti Italia[21]: 779 000 – 8,86%[40]

## Dritto al cuore
- Titolo originale: The Hole in the Heart
- Diretto da: Alex Chapple
- Scritto da: Carla Kettner

### Trama
Broadsky colpisce ancora: uccide un osservatore ex-soldato per rubargli il fucile e uccidere Booth, ma quando spara da lontano contro quello che crede essere l'ex-commilitone, colpisce, invece, Vincent Nigel-Murray, che muore per la ferita. Booth, preoccupato per Bones, decide di farla dormire da lui e lei, nella notte, addolorata per la morte del ragazzo, passa la notte assieme all'amico che, alla fine, grazie al lavoro di tutta la squadra, riuscirà a prendere Broadsky.
- Altri interpreti: Tina Majorino (agente speciale Genevieve Shaw)
- Ascolti USA: telespettatori 10 480 000[42]
- Ascolti Italia[21]: 829 000 – 4,34%[43]

## Cambio di gioco
- Titolo originale: The Change in the Game
- Diretto da: Ian Toynton
- Scritto da: Hart Hanson e Stephen Nathan

### Trama
In una sala da bowling vengono ritrovati dei resti, appartengono ad un odioso campione del gioco, odiato da tutti. Si scopre che il padre di Bones era in quella stessa squadra di bowling così Booth e Temperance si recano sotto copertura nella stessa squadra. Intanto, Angela entra in travaglio, con qualche problema per il Jeffersonian dato che nessun altro sa usare le sue attrezzature. Alla fine nasce un maschietto sanissimo: Michael Vincent Hodgins. Tornando dall'ospedale Bones confessa a Booth di essere incinta e che lui è il padre. Booth sorride felice.
- Ascolti USA: telespettatori 9 830 000[44]
- Ascolti Italia[21]: 750 000 – 6,60%[43]